# Gurkovo (distrikt i Bulgarien, Dobritj)
Gurkovo (bulgariska: Гурково) är ett distrikt i Bulgarien.   Det ligger i kommunen Obsjtina Baltjik och regionen Dobritj, i den östra delen av landet, 400 km öster om huvudstaden Sofia.
Trakten runt Gurkovo består till största delen av jordbruksmark. Runt Gurkovo är det ganska glesbefolkat, med 31 invånare per kvadratkilometer.